# الفتنة الكبرى علي وبنوه
الفتنة الكبرى علي وبنوه كتاب ألفه الدكتور طه حسين عام 1953م، ويتناول فيه الاحداث التي وقعت بعد مقتل عثمان بن عفان وخلافة علي بن أبي طالب.

## وصف
حاول طه حسين بأسوبه الأدبيِّ أن يُناقش إحدى أكثر قضايا التاريخ الإسلاميِّ حساسية، وقد سعى المؤلِّف إلى اتِّباع مذهب الحياد التاريخيِّ؛ ساعيًا إلى إبراز الأسباب الحقيقية وراء الفتنة التي أدَّت إلى مقتل عثمان، معتمدًا على تحليلاتٍ لواقع المجتمع الإسلاميِّ آنذاك.

## روابط خارجية
- نسخة مجانية من كتاب الفتنة الكبرى (الجزء الأول): عثمان
- نسخة مجانية من كتاب الفتنة الكبرى (الجزء الثاني): علي وبنوه